# 依田明
依田 明（よだ あきら、1932年1月23日 - 2015年11月）は、日本の心理学者。横浜国立大学名誉教授。2011年瑞宝中綬章受章。

## 略歴
東京生まれ。父は依田新。1954年東京大学文学部心理学科卒、1959年同大学院博士課程満期退学、東京大学助手、1962年横浜国立大学講師、1964年助教授、1975年教授。1997年定年退官、名誉教授、昭和女子大学文学部心理学科教授、2002年退職。2011年瑞宝中綬章受章。
「ひとりっ子」の日中比較研究を行い、「きょうだい順心理学」を提唱した。

## 著書
- 『ひとりっ子・すえっ子』大日本図書 1967 現代心理学ブックス
- 『子どもの性格は親がつくる』あすなろ書房 1973
- 『ひとりっ子 自立心をどう育てるか』光文社カッパ・ホームス 1973
- 『人に好かれる心理学』あすなろ書房 1975
- 『やさしくほめて厳しく叱る』あすなろ書房 1975
- 『性格はどのようにつくられるのか』あすなろ書房 1976 講座・性格の診断
- 『三・四・五歳のしつけ』あすなろ書房 1977
- 『家族関係の心理』有斐閣新書 1978
- 『0歳児 1歳までの親子関係が子どもの将来を決める』朱鷺書房 1978
- 『お母さんのためのやさしい児童心理学』あすなろ書房 1979
- 『3歳児 ゆたかな心と知能をはぐくむために』朱鷺書房 1979
- 『男にとって女とは何か』日本実業出版社 1981
- 『ひとりっ子の本 父さん母さんをウラむな』情報センター出版局 1981 Century press 「ひとりっ子がわかる本」PHP文庫
- 『ひとりっ子・ふたりっ子の育児学』公文数学研究センター 1981 「ひとりっ子の育て方・きょうだいのある子の育て方」三笠書房・知的生きかた文庫
- 『母子関係の心理学』大日本図書 1982 現代心理学ブックス
- 『「長男社会」の恋愛学 長男のこの性格を知らないと失敗する』経済界 1984 リュウブックス
- 『檻の中の子どもたち 日本的母子関係がもたらしたもの』大日本図書 1986
- 『自分の子どもはどんな子か』フォー・ユー 1987
- 『なぜ他人の眼が気になるのか 人間の心の不思議がわかる本』PHP研究所 1988 のち文庫
- 『四十歳から 人生のおもしろさを考えると』フォー・ユー 1989
- 『きょうだいの研究』大日本図書 1990 現代心理学ブックス
- 『人はなぜ「嫉妬」するのか 「心の不思議」に通じて面白く生きるコツ』大和出版 1990
- 『ひとりっ子の心理としつけ』あすなろ書房 1991
- 『シニアショック 危機を乗り切る人生の知恵』総合ライフ出版 1992 ゆうゆうじんせい
- 『男の子 心理と育て方』あすなろ書房 1993
- 『人を見抜く44の心理法則 できる男は「ホンネ」のつかみ方がうまい』大和出版 1995
- 『五十歳から 人生の後半を愉しむために』フォー・ユー 1996
- 『「嫉妬」とつきあうにはコツがある 人間関係がラクになる心理学』大和出版 1999

## 共編著
- 『性格』詫摩武俊共著 依田新編 大日本図書 1968 心理学入門講座 新版
- 『幼児教育 三歳児から小学生まで111の教育カルテ』詫摩武俊,藤永保共編 1970 有斐閣選書
- 『家族心理学』詫摩武俊共編著 川島書店 1972
- 『思春期相談 第二反抗期の子どもたち』平井信義,詫摩武俊共編 1975 有斐閣選書
- 『二歳～六歳の心理』詫摩武俊,繁多進共著 あすなろ書房 1975
- 『教育心理学入門』永野重史共編 新曜社 1976
- 『発達心理学』編 大日本図書 1976
- 『児童心理学入門』藤永保,永野重史共編 新曜社 1977
- 『団塊世代の心理学』編著 あすなろ書房 1980
- 『ふたりっ子家族の親離れ・子離れ』福島章共編 1981 有斐閣新書
- 『6歳児 入学前後のしつけと親子関係』本間千尋共著 朱鷺書房 1981
- 『青年心理学入門 改訂版』安香宏共編 新曜社 1983
- 『父親はいま、子どもに何を教えるか』千石保共編 あすなろ書房 1983
- 『発達心理学への招待』全7巻 永野重史共編 新曜社 1983
- 『乳幼児心理学入門』永野重史共編 新曜社 1984
- 『子どもにこれだけは教えたい「マナーとルール」の本』千石保共編 あすなろ書房 1985
- 『性格心理学新講座 第2巻 性格形成』責任編集 金子書房 1989
- 『ミドルエイジ 充実した日々をつくるために』詫摩武俊共編 大日本図書 1989
- 『きょうだい関係とビジネス力 こんなに違う企画力、交渉力、情報力、実行力』編 同文書院 1992 快楽脳叢書
- 『きょうだい順でわかる人柄の本 性格学の常識』編 同文書院 1993
- 『少子時代の子どもたち のぞましい家庭教育を探る』編著 ブレーン出版 1997

## 翻訳
- ジェラルディン・ハーベイ『プログラム学習による児童心理学入門』編訳 学習研究社 1977
- R.J.センター,R.E.ダイモンド『現代心理学18講』編訳 学習研究社 1980
- エルシー・オズボーン『タビストック子どもの発達と心理 5歳』山上千鶴子共訳 あすなろ書房 1983
- F.A.ペダーセン編『父子関係の心理学』監訳 新曜社 1986
- ピーター・ストラットン,ニッキー・ヘイズ 『人間理解のための心理学辞典』福田幸男共訳 ブレーン出版 1996

## 論文
- 詫摩武俊と共著 「課題解決事態における硬さについて」 『心理学研究』 第26巻 4号 1955
- 「人格の形成」波多野完治ほか編 『学習心理学ハンドブック』 金子書房 1968
- 「母親支配型の家庭と父親支配型の家庭」 『児童心理』 第22巻 3号 1968
- 「文化と人格の発達」 『児童心理学講座 8. 人格の発達』 金子書房 1969
- 「現代青年の道徳観」 『現代青年心理学講座 4. 青年の性格形成』 金子書房 1973
- 「学習理論とパーソナリティ」 宅摩武俊編 『性格心理学』 大日本図書 1974
- 「家庭環境と性格形成」 斉藤耕二ほか編 『ハンドブック社会化の心理学』 川島書店 1974
- 「奄美青年のいわゆるUターン現象についての一考察」 九学会連合 『人類科学』 29 1977
- 「学習理論」 詫摩武俊編 『性格の理論・第二版』 誠信書房 1978
- 「きょうだいと性格」 『パッケージ性格の心理 1. 性格の発達と形成』 ブレーン出版 1985
- 「ふたりきょうだいにおけるきょうだい関係 (2)」 『横浜国立大学教育紀要』 第26号 1986
- 「社会的コンピテンスの発達」 『家庭教育研究所紀要』 第8集 1987
- 「きょうだい関係と性格」 『性格心理学新講座 2. 性格形成』 金子書房 1989
- 「ひとりっ子の育児学」 『小児科』 第9巻 7号 1992
- 「幼児の性格形成と母子関係-横浜・上海比較研究序報-」 『母子研究』 第12巻 1992
- 「幼児の性格形成と母子関係に関する日中比較調査」 『家庭教育研究所紀要』 第16巻 1994